# Kenth Tapper
Kenth Evert Tapper, tidigare Johansson, född 6 mars 1956, är en svensk tidigare fotbollsspelare (försvarare).
Tapper hette under sin aktiva karriär fortfarande Kenth Johansson. Han kom 1982 till Gais från IF Warta. Gais låg vid den här tiden i division III, men Johansson var 1983 med och spelade upp klubben i division II. Väl i division II spelade han bara 9 matcher innan han lämnade klubben.
Efter den aktiva karriären satt Tapper i Gais styrelse 1986–1992 och var fotbollsansvarig i klubben.